# 바이충 부티아
바이충 부티아(영어: Bhaichung Bhutia, 힌디어: बाईचुंग भुटिया, 1976년 12월 15일 ~ )는 인도의 전 축구 선수이자 현 축구 감독으로 선수 시절 포지션은 스트라이커였으며 2015년 선수 은퇴 후 현재 인도 산토시 트로피 소속팀인 시킴 축구팀의 감독을 맡고 있다.

## 클럽 경력
1993년부터 2015년까지 22년동안 인도, 잉글랜드, 말레이시아의 여러 프로팀을 거쳐 통산 226경기에서 100골을 터뜨렸고 특히 2007년부터 2009년까지 이스트 벵골 FC에서 38경기를 뛰며 21골을 터뜨렸고 모훈 바간 AC에서도 45경기를 뛰는 동안 19골을 터뜨리는 활약을 보였다.

## 국가대표팀 경력
1995년부터 2011년까지 국가대표 선수 생활 16년동안 82경기에서 47골을 기록하면서 2008년 AFC 챌린지컵 우승, 남아시아 축구 선수권 대회 3회 우승, 네루컵 2회 우승 등 화려한 족적을 남겼고 특히 2008년 AFC 챌린지컵에서 대회 최우수선수에 선정되기도 했다. 그리고 대표팀 유니폼을 벗은지 3년 후인 2014년 아시아 축구 명예의 전당에 헌액되었다.

## 같이 보기
- 스포츠와 정치